# Computação da quinta geração
A computação da quinta geração ou computador da quinta geração, deve o seu nome a um projecto gigantesco de pesquisa governamental e industrial no Japão durante a década 80 do século XX.
O projecto tinha como principal objectivo a criação de um computador que “marcasse uma época” com performance semelhante a um supercomputador e capacidade prática de inteligência artificial.
O termo “quinta geração” tencionava convencionar o novo sistema como sendo um salto para além das máquinas já existentes.

## História
Os computadores, a válvulas foram chamados de computadores da primeira geração. Depois, com o aparecimento dos díodos e transístores surge a segunda geração, com o circuito integrado nasce a terceira geração e com o surgimento do microprocessador, deu-se o nome de quarta geração.
Visto que a anterior geração de computadores (quarta geração) se tinha focado no aumento do número de elementos lógicos num único CPU, acreditava-se plenamente na altura que a quinta geração iria virar-se completamente para a utilização de quantidades de computadores.

## O início
Através destas várias gerações, e a partir dos anos 50, o Japão tinha sido apenas mais um país na retaguarda de outros, em termos de avanços na tecnologia da computação, construindo computadores seguindo os modelos americano e inglês.
O ministro da indústria e dos negócios estrangeiros japonês decidiu tentar quebrar esta corrente de “segue-o-líder”, e em meados dos anos 70 do século XX deu início a uma visão em pequena escala para o futuro da computação. Foi então pedido ao Centro Japonês para o Desenvolvimento do Processamento da Informação para indicar um conjunto de caminhos a seguir, e em 1979 ofereceu um contrato de 3 anos para conduzir mais estudos de por menor conjuntamente com industriais e acadêmicos. Foi durante este período que o termo "quinta geração" começou a ser utilizado.

## A "ameaça" do Sol-nascente
A ideia de que a computação paralela seria o futuro dos ganhos de performance estava tão enraizada que o projecto da quinta geração gerou uma grande apreensão no campo da informática. Após o mundo ter visto o Japão tomar conta da indústria da electrónica de consumo nos anos 70 e aparentemente ter conseguido fazer o mesmo na indústria automóvel nos anos 80, os japoneses gozavam de uma reputação de invencibilidade. Não tardou para que projectos de computação paralela fossem implementados noutros países, nomeadamente nos Estados Unidos, através da empresa Microelectronics and Computer Technology Corporation (MCC), na Inglaterra através da Alvey ou através do Programa Estratégico Europeu de Pesquisa em Tecnologias da Informação (European Strategic Program of Research in Information Technology ou ESPRIT).

## A realidade
Nos dez anos seguintes, o projeto da quinta-geração saltou de uma dificuldade para a outra. O primeiro problema assentava no fato da linguagem de programação escolhida, Prolog, não oferecer suporte para concorrências, logo, os investigadores tiveram que desenvolver uma linguagem própria para a possibilidade de atingir objectivos reais com multiprocessadores. Este facto nunca aconteceu de forma clara. Foram desenvolvidas algumas linguagens, todas elas com as suas próprias limitações.
Outro grande problema foi o fato de que a performance das CPUs existentes na altura rapidamente levaram o projeto para junto das barreiras "óbvias" que todos acreditavam que existir nos anos 80, e o valor da computação paralela rapidamente caiu para o ponto onde ainda hoje é usada apenas em situações muito particulares e de certa forma restritas.
Embora um número considerável de estações de trabalho com capacidades superiores tenham sido idealizadas e construídas ao longo da duração do projeto, rapidamente se davam conta de que estas ficavam obsoletas quando comparadas com equipamentos de menor gama entretanto colocados à disposição no mercado.
A quinta-geração acabaria por ficar também constantemente no lado errado da curva de tecnologia do software.
Foi também durante o período de desenvolvimento do projeto que a Apple Computer introduziu a GUI (Interface Gráfica do Utilizador) para as grandes massas através do seu sistema operativo "amigo" do utilizador. A Internet fez com que as bases de dados armazenadas localmente se tornassem uma coisa do passado e até mesmo projectos de pesquisa mais básicos produziram melhores resultados práticos através de buscas de dados, como prova o exemplo da Google.
Finalmente o projeto chegou à conclusão de que as promessas baseadas na programação lógica eram largamente uma ilusão e rapidamente chegaram ao mesmo tipo de limitações que os investigadores de inteligência artificial já antes haviam encontrado embora numa escala diferente. As repetidas tentativas para fazer o sistema funcionar após uma ou outra mudança na linguagem de programação apenas mudavam o ponto em que o computador repentinamente parecia estúpido.
De facto, pode-se dizer que o projeto perdia o norte como um todo. Foi durante esta época que a indústria informática moveu o seu foco principal do hardware para o software. A quinta-geração nunca chegou a fazer uma separação clara, ao acreditar que, tal como se idealizava nos anos 70, o software e o hardware estavam inevitavelmente misturados.
Inevitavelmente, o projecto tornou-se formalmente num falhanço. No final do período de dez anos haviam sido gastos mais de 50 bilhões de ienes [carece de fontes?] e o programa terminou sem ter atingido as suas metas. As estações de trabalho não tinham procura comercial num mercado onde os sistemas de um único CPU facilmente lhes ultrapassavam em performance, os sistemas de software nunca funcionaram e o conceito geral ficou completamente obsoleto com a explosão e amadurecimento da internet.